# Sh2-283
Sh2-283 est une nébuleuse en émission visible dans la constellation de la Licorne.
Elle est située dans la partie centre-ouest de la constellation, dans une région en elle-même assez riche en nébuleuses, à environ 2° au sud-ouest de l'étoile 18 Monocerotis. La période la plus appropriée pour son observation dans le ciel du soir se situe entre les mois de novembre et avril et étant proche de l'équateur céleste, elle est visible de la même manière depuis les deux hémisphères.
Sh2-283 est une petite région H II située à une distance d'au moins environ 9 100 pc (∼29 700 al). Cela signifie qu'elle est située dans une région très éloignée et externe de la Voie lactée, sur le bord extérieur du bras du Cygne. On pense qu’une étoile bleue de la séquence principale de classe spectrale B0V est responsable de son ionisation. Deux sources de rayonnement infrarouge cataloguées par l'IRAS sont associées à la nébuleuse, dont l'une, IRAS 06361+0044, coïncide avec un jeune amas ouvert infrarouge profondément obscur et enveloppé de gaz. Sh2-283 héberge également un maser avec des émissions de H2O et certaines sources d'ondes radio.